# Xian de Wulong
Pour les articles homonymes, voir Wulong (homonymie).
Le xian de Wulong (chinois : 武隆县 ; pinyin : Wǔlóng xiàn) est une subdivision de la municipalité de Chongqing en Chine.

## Géographie
Sa superficie est de 2 901,3 km².

## Démographie
La population du district était de 395 596 habitants en 1999, et de 400 000 habitants en 2004.

## Sites naturels
Le Karst de Wulong, ensemble de formations karstiques remarquables, fait partie du site du Karst de Chine du Sud, inscrit en 2007 sur la liste du patrimoine mondial.
Ce karst possède notamment des formes remarquables de méga-dolines de dissolution-effondrement appelées tiankeng, dont le volume dépasse les 30 millions de mètres cubes :
- Xiaoyanwan (625 x 475 x 248 m ; 200 000 m2 ; 36.0 Mm3)
- Zhongshiyua (565 x 555 x 214 m ; 278 200 m2 ; 34,8 Mm3)
- Xiashiyuan (990 x 545 x 373 m ; 352 100 m2 ; 31.5 Mm3)
- Qinlong (520 x 200 x 276 m ; 194 000 m2 ; 31.7 Mm3)